# Quechuamyia
Quechuamyia is een geslacht van steltmuggen (Limoniidae). Het geslacht telt één soort en komt voor in Ecuador.

## Soorten
- Quechuamyia phantasma